# Guiatge de míssils

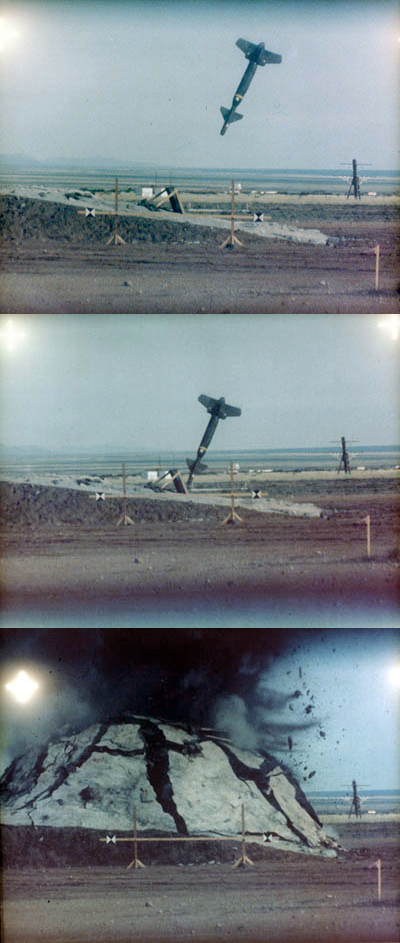
Bomba guiada sobre un objectiu de pràctica

El  Sistema de Guia  és un component electrònic que proporciona dades al Sistema de Control  del míssil, perquè aquest al seu torn maniobri per interceptar l'objectiu (en general movent les aletes de guia del míssil o variant l'angle de la seva tovera d'escapament).
Les ordres electròniques imposades pel Sistema de Guia poden ser generades dins del mateix míssil, o rebre-les d'una font externa, encara que en general el Localitzador o Cercador es troba al cap del míssil (pel que rep el nom de  Cap Cercador .

## Localització Passiva
És la modalitat de localització relativament més simple d'implementar, ja que depèn essencialment d'emissions proporcionades pel mateix objectiu (emissions de calor, radiomagnètiques, radar, llum o so).
Després del seu llançament, els míssils de localització Passiva són completament autònoms, pel que són conegut com "dispara i oblida" (" Fire-and-Forget ").
Una de les principals desavantatges de la Localització Passiva és la seva  dependència en un objectiu "cooperatiu"  que continuï emetent contínuament l'energia requerida pel cap buscadora, per la qual cosa els dissenys d'aeronaus i vehicles moderns afavoreixen l'emmascarament dels seus senyals calòriques.

### Míssils de Localització Passiva per Infrarojos
La majoria dels Cercadors amb Localització Passiva són del tipus infraroig (IR), que reaccionen als objectes que irradien calor. Aquests dispositius contenen un material sensitiu a la temperatura (radiació infraroja) produïda principalment pel motor de l'objectiu. El detector és sovint refredat criogènicament per eliminar la temperatura intrínseca del mateix míssil i permetre major sensibilitat a l'energia Infraroja procedent d'una font externa. Aquesta modalitat és molt utilitzada en míssils contra avions, ja sigui aire-aire o terra-aire, per la gran temperatura que aquests emeten, ja sigui pels seus motors de reacció o per la fricció de l'aire a gran velocitat.
La distància a la qual és efectiu un Cercador Infraroig per detectar un objectiu depèn de la intensitat de la radiació infraroja emesa per l'objectiu en la direcció del sensor, així com la sensibilitat del Cercador en si. Arribant al seu màxim valor en els atacs des del darrere. En els míssils més costosos de guia infraroja s'arriba a uns 10 o 15 quilòmetres d'abast, encara que en els models més simples no arriben als 6.000 metres.
En el cas dels míssils contra avions, si un Cercador Infraroig és tan sensible que pot adquirir a l'objectiu des de qualsevol angle d'aspecte (posició respecte a un eix determinat), es diu que es tracta d'un Míssil Cercador de  Tot Aspecte ; en cas contrari es tractarà d'un Míssil Cercador d'Aspecte Posterior. Això és d'importància tàctica en el combat aeri, ja que permet a un avió armat amb míssils de Tot Aspecte interceptar un blanc de cara, mentre que un avió proveït de míssils d'Aspecte Posterior haurà abans maniobrar la seva màquina per posar-se per darrere de la cua del seu objectiu per apuntar des d'un angle que afavoreixi les limitacions de detecció del cercador del seu míssil.
Per és més petits, aquest tipus de míssils són molt maniobrables, molt adequats per a la intercepció d'objectius aeris propers. Els míssils aire-terra de guia infraroja, mentre, poden emprar de nit amb efectivitat.
Com desavantatge als míssils passius de guia infraroja es dona el cas que aquest tipus d'energia calòrica és ràpidament absorbida i dissipada pel vapor d'aigua, fent a gairebé tots els caps buscadores de calor relativament inefectives sota condicions de núvols o pluja. La discriminació entre l'objectiu i les radiacions de l'ambient, com les generades pel sol, els reflexos sobre l'aigua, la neu, els núvols i el terreny calorós com els deserts, poden ser un problema per a les Caps Buscadors d'Infrarojos. Aquests inconvenients en els míssils han afavorit en diferents vehicles militars, sobretot aeronaus, la implementació de cimbells d'infrarojos (bengales de magnesi) per tal de confondre míssils de guia calòrica.
Exemples molt usats d'aquest tipus de míssils guiats per emissions calòriques són l'aire-aire de tots els aspectes AIM-9 Sidewinder i Vímpel R-73, els terra-aire llançats des de l'espatlla FIM- 92 Stinger i SA-7 Grail, i els aire-aire d'aspecte posterior Molniya R-60, i Magic.

### Míssils de localització Passiva per TV
En aquest cas, el Cap Cercador rep una imatge de televisió o termal (Infraroja) del terreny i després separa l'objectiu del fons de la imatge emprant filtres òptics que limiten determinades capes de l'espectre electromagnètic. Les característiques de l'objectiu i la superfície base (contrast de luminescència o contrast de calor d'objectiu) determinen la fiabilitat del guiat. Els míssils per localització de televisió són principalment usats de dia condicions de bona visibilitat, en ocupació antiaeri de curt abast o en forma de míssils aire-terra relativament senzills.

### Míssils de Localització Passiva per ones electromagnètiques
Aquests míssils estan dissenyats per destruir fonts d'emissió electromagnètiques, principalment radars de defensa, centres de control i estacions de ràdio i TV. El seu Cap Cercador detecta les emissions d'ones de radar o ràdio i envia ordres al Sistema de Guia perquè el míssil voli directament cap a elles fins a fer impacte. En general aquests míssils s'utilitzen en condicions de "dol", ja que en cas d'atacar radars de tir antiaeri, tant l'avió llançador com l'objectiu poden assolir mútuament. Per això en l'actualitat es fan servir en ambients de "guerra electrònica", amb ampli ús de contramesures electròniques (ECM).
Els models inicials eren de baixa velocitat i depenien del fet que el blanc continués emetent durant tota la seva trajectòria. Els exemplars més moderns disposen avui d'una sistema de guia inercial que emmagatzema la localització de la font d'emissió en cas que els operadors de la mateixa adverteixin el perill i deixin d'emetre, i impulsors de gran velocitat.
Exemples d'aquests míssils són els antiradars Texas Instruments AGM-45 Shrike, Raytheon AGM-88 Harm (nord-americans), i Zvezda Kh-25 P i Kh-31 P (russos).

## Localització Semi-Activa
En el cas de la Localització Semi-Activa, l'objectiu és il·luminat pel llançador o per un tercer element (generalment per Radar o làser), i el sistema de localització instal·lat dins el míssil es dirigeix cap a l'energia d'il·luminació reflectida per l'objectiu.
Aquest tipus de míssils amb Localitzadors Semi-Actius poden incloure un receptor del darrere per a rebre la informació de vol provinent de la plataforma il·luminadora, ja que requereixen que una font d'emissió externa al míssil (per exemple, el Radar de la plataforma de llançament) il·lumini a l'objectiu.
En cas que perdre's aquest contacte amb el reflex de la il·luminació de l'objectiu (ja sigui d'ones de radar o llum làser), el míssil no podrà guiar-se fins a la seva blanc, entrant en una trajectòria balística. Moltes vegades quan això succeeix s'activa una càrrega pirotècnica per a la seva autodestrucció.

### Localització Semi-Activa per Radar
Per a la Localització Semi-Activa, el míssil utilitza una  Cap Receptora de Radar  (ones electromagnètiques) sintonitzada a la mateixa freqüència que el Radar d'il·luminació. Aquests són els míssils aire-aire i terra-aire de tot temps i tot aspecte més utilitzats.
L'habilitat del míssil per seguir el seu objectiu està determinada per la capacitat de l'emissió de ràdio, el reflex de les ones de l'objectiu, i la sensibilitat del Cap Cercador de Radar. Com aquest cas inclou reflex de radiacions, la intensitat del mateix depèn del poder de la font emissora pròpia i les qualitats de l'objectiu per reflectir com ones de ràdio. Aquesta qualitat depèn significativament de l'angle d'aspecte de l'objectiu. A més de l'angle d'aspecte, la reflexió d'ones de ràdio depèn de la mida, la forma i els detalls de constructius de l'objectiu.
Si bé la Localització Semi-Activa permet l'adquisició d'objectius "no cooperatius" i és molt efectiva per aconseguir impactes distàncies més grans que les possibles pels míssils passius de guia infraroja, un dels seus principals problemes és la seva elevada complexitat, que resulta en baixa rendibilitat. Essencialment, aquesta tècnica requereix dos sistemes d'adquisició (receptors) separats i independents per a ser reeixida (un al cap buscadora de radar del míssil i un altre al radar de tir de la Plataforma de Guia). Això també els fa propensos a ser afectats per les contramesures electròniques que pogués utilitzar el blanc per confondre.
Una altra molt seriosa desavantatge és que requereix la il·luminació de l'objectiu per part de la plataforma de guia durant tot la trajectòria de vol del míssil. Aquesta necessitat fa a la plataforma de guia molt vulnerable als míssils de localització Passiva antirradar (vegeu a dalt), i en cas que la plataforma de guia sigui un avió, el mateix sol veure's molt restringit en el seu moviment mentre realitza el tret cap a la seva objectiu.
Aquest tipus de localització s'empra generalment en míssils d'intercepció de blancs aeris a grans distàncies (superiors dels 5 o 10 quilòmetres en endavant).

### Localització Semi-Activa per Làser
Els míssils proveïts d'aquesta modalitat de localització s'empren en conjunt amb un  Designat Laser . Aquest designador es localitza a la mateixa plataforma de llançament o independent d'aquesta, i és usat per il·luminar amb làser a l'objectiu. L ' cap buscadora làser  del míssil detecta en vol al làser reflectit per l'objectiu i es dirigeix a ell fins a aconseguir l'impacte. Aquest sistema de localització és similar a l'emprat també en projectils i municions no propulsades (bombes guiades per làser), i es poden utilitzar sota condicions alta nuvolositat o foscor total.
En general aquest tipus de míssils s'usen com míssils tàctics per l'atac a blancs rendibles en terra i mar, ja sigui llançant-los des aeronaus de combat o des de terra. En el cas dels míssils semi-actius guiats per làser disparats des aeronaus, el designador làser es transporta integrat a l'avió o helicòpter o pot agregar com a forma d'un "pod" o barqueta, juntament amb càmeres infraroges. El seu abast màxim sol estar donat en el rang dels 10 o 15 quilòmetres, el que permet fer foc fora de l'abast dels míssils passius (de curt abast) de l'enemic.
Els llançadors terrestres de míssils guiats per làser solen tenir integrat el seu designador laser, però en alguns casos també es poden utilitzar designadors Làsers independents. D'aquesta manera, tropes avançades poden apuntar amb làser a objectius en primera línia i designar objectius per a ser atacats per míssils guiats per làser llançats des aeronaus o des llançadors terrestres més allunyats.
Exemples comuns d'aquests míssils són els míssils antitancs AGM-114 Hellfire i AT-6 Spiral, i el míssil aire-terra Zvezda Kh-29 L des d'avions.

## Localització Activa
En aquesta modalitat, el míssil·lumina i localitza el seu objectiu per si mateix, generalment utilitzant un petit transmissor/receptor de radar localitzat en la part frontal.
Si bé la Localització Activa requereix un míssil més complex, pesant i costós, el seu sistema de guia no és tan vulnerable a les contramesures electròniques, i el sistema en general és menys complex que el sistema Semi-Actiu, i per això més rendible. També ofereix a la plataforma de llançament capacitat de "Disparar i Oblidar", de la mateixa manera que els sistemes Passius.
Una desavantatge, però, és el fet de tenir distàncies de detecció i seguiment d'objectius menors, pel fet que la distància d'adquisició d'objectius és proporcional a l'àrea de l'antena il·luminadora, i la mida de l'emissor/receptor de radar que es poden instal·lar en un míssil és necessàriament petit. És per això que la localització Semi-Activa explicada anteriorment és possible a distàncies considerablement més grans que la localització Activa.

## Localització Combinada
Molts míssils, en especial els de més llarg abast, utilitzen guies combinades: Guia Inercial corregida per radar (semi-activa) al començament de la seva trajectòria, i Localització Passiva d'infrarojos a la part terminal del vol.
En el Sistema de Guia Inercial l'ordinador de la plataforma de llançament calcula les coordenades, trajectòria i velocitat relativa de l'objectiu utilitzant la informació del sistema de control del míssil, i el dirigeix fins a un punt des d'on s'iniciarà la intercepció al blanc. Durant el vol del míssil, el punt d'intercepció d'un blanc en moviment pot variar significativament, per això la correcció per Radar complementa a la guia inercial. Aquesta modalitat augmenta la precisió amb la qual el míssil arriba l'àrea de l'objectiu. Quan l'objectiu està a prop del punt d'intercepció, el sistema canvia a mode Localització, ja sigui Activa, Passiva o ambdues.

## Míssils antiaeris - Mètodes de Guia
Un cop explicades les diferents relacions del sistema de localització, podem dividir els míssils d'acord amb el Mètode de Guia emprat. Aquests controlen de diversa manera la trajectòria de vol del míssil.
El  Sistema de Guia  del míssil calcula permanentment per si mateix (o amb l'ajuda d'instal·lacions terrestres) les posicions relatives del míssil i l'objectiu, i proveeix les comandes a la superfícies de control (aletes). La guia per als míssils terra-aire pot ser classificada com una de les següents:  Guia de Comando , de  Guia d'Escalament de Fes , de  Localització  (activa, Semi-Activa i passiva, i  Guia Combinada .

### Guia de Comando
La Guia de comanda pot ser comparada amb el clàssic control remot. Durant el vol del míssil terra-aire les posicions del mateix i de l'objectiu són porten des de terra o per l'equip a bord del míssil.
En el primer cas, si un míssil terra-aire és guiat per instal·lacions de terra. Aquestes són responsables de detectar l'objectiu, mesurant les seves coordenades i les del míssil. Després de processar les coordenades, el lloc de control manera instruccions de guia codificades i les transmet al míssil per un enllaç radial de dades, que és susceptible a ser interferit. Després de ser decodificar per l'equipament a bord del míssil, els comandaments són enviats al pilot automàtic. Aquest tipus de Guia de Comandament és emprat normalment en els sistemes de míssil terra-aire de curt i mitjà abast com el Tor M1 rus (SA-15), o l'Ossa (SA-8 "Gecko"), a causa que la precisió disminueix a mesura que augmenta la distància.
Si el míssil terra-aire pot fer el seguiment de l'objectiu per si mateix, fa i processa els paràmetres del moviment de l'objectiu i els envia al Lloc de Control per mitjà d'un enllaç de dades per ràdio. Les coordenades del míssil terra-aire són mesures per un Radar de seguiment en terra. Novament, després de comparar les coordenades del míssil terra-aire amb les de l'objectiu, el Lloc de Control envia les ordres de guia al míssil. En sistemes d'aquest tipus la precisió de guia no depèn de la distància. No obstant això, l'equipament de bord és més sofisticat. Els sistemes de gran abast, com el S-300PMU (SA-10B "grumble"), normalment fan servir aquest tipus de guiatge.

### Guia d'Escalament de Fes
La Guia d'Escalament de Fes és semblant a la Guia de Comando pel que fa a la línia de detecció entre l'objectiu i el Radar de seguiment, excepte que el sistema de guia del míssil està dissenyat per cercar i seguir el centre d'un feix d'ones de guia automàticament, sense cap instrucció específica de correcció des de la plata-forma llançadora. El Fes de Guia és proveït per un Radar de Seguiment d'Objectiu basat en terra, que "il·lumina" la direcció del vol de l'objectiu. Igual els sistemes de Guia de Comando, els sistemes de míssils antiaeris per Escalament de Fes no estan limitats a les hores de llum o les condicions de bon temps.
Un dels problemes dels sistemes d'Escalament de Fes, així com els de Comando, és que el míssil terra-aire ha de tenir gran maniobrabilitat per interceptar un objectiu evasiu. A mesura que s'aproximen a un objectiu, els míssils d'escalament de feix generalment han d'ajustar els seus girs per continuar el ritme d'ascensió contra l'objectiu. A altes velocitats, aquests girs poden excedir la capacitat del míssil. La utilització de dos Radars, un per al seguiment de l'objectiu, i un segon per al seguiment del míssil i l'emissió de Fes de Guia, pot reduir aquest problema proveint una trajectòria de guia més eficient. La Guia d'Escalament de Fes és normalment més precisa i de reacció més ràpida que els sistemes de Guia de Comando.
No obstant això, té generalment menor abast que els altres sistemes.

### Localització
El tipus de guia més efectiva contra objectius evasius és la Localització, quan el sistema de Guia missilístic obté informació de l'objectiu i produeix els comandaments de control per si mateix. A més, el Lloc de Control no guia al míssils antiaeris.
Per a la Localització Activa, els míssils antiaeris il·lumina l'objectiu per si mateix, i rep els senyals reflectides per l'objectiu. En cas de la localització Semi-Activa, l'origen de l'enllumenat (Radar de Seguiment) està localitzat en el Lloc de Control, i el míssils antiaeris també obté senyals reflectides per l'objectiu. Els sistemes de localització Passiva estan implementats en el sistema de missilístic antiaeri Strela-10 (SA-13 "Gopher").
En general, els sistemes de localització operen de la següent manera: mentre que el míssil terra-aire descansa en el llançador, la seva Cercador persegueix l'objectiu, estimant l'error de seguiment i produeix els comandaments de control independentment des de terra. Després es dispara el míssil, que segueix totes aquestes dades, i busca el seu objectiu.

#### Guia Combinada
El sistema de míssils antiaeri Kub (SA-6 A "Gainful") és un exemple d'un sistema amb guia combinada. Aquest sistema missilístic servir Guia de Comandament per ràdio a la part inicial de la trajectòria del míssil, i Localització quan aquest s'acosta a l'objectiu. Aquest mètode permet gran precisió a gran distància.

## Alguns míssils guiats
- MIM-72 Chaparral
- Mectron MAA-1 Piranha
- MBDA MICA
- R550 Magic
- Shafrir
- Python 5
- PL-9
- IRIS-T
- AIM-132 ASRAAM
- Vímpel K-13, NAT Designation AA-2 "Atoll"
- Vímpel R-73, NAT Designation AA-11 "Archer"